# Santarcangelo Calcio 2016-2017
Questa voce raccoglie le informazioni riguardanti il Santarcangelo Calcio nelle competizioni ufficiali della stagione 2016-2017.

## Stagione
Nella stagione 2016-2017 il Santarcangelo disputa il girone B del campionato di Lega Pro, raccoglie 52 punti sul campo, ma viene penalizzato di un punto, e tanto vale per perdere il diritto di disputare i Play-off. La squadra gialloblù allenata da Michele Marcolini ottiene 24 punti nel girone di andata e 28 punti nel girone di ritorno, come detto sfiorando i Play-off. Nella Coppa Italia di Lega Pro la compagine romagnola disputa il girone C di qualificazione che promuove il Venezia. Miglior marcatore stagionale il Laziale Sacha Cori che arriva in doppia cifra firmando 10 reti.

## Divise e sponsor
Lo sponsor tecnico è Joma. Gli sponsor di maglia sono Centro Petroli Baroni (al centro delle divise) e Maxisuola (sulla parte destra del petto).
| 1ª divisa | 2ª divisa | 3ª divisa |

## Rosa
| N. |                    | Ruolo | Calciatore          |
| -- | ------------------ | ----- | ------------------- |
| 1  | Italia (bandiera)  | P     | Alberto Gallinetta  |
| 2  | Italia (bandiera)  | D     | Lorenzo Paramatti   |
| 3  | Italia (bandiera)  | D     | Giovanni Rossi      |
| 4  | Italia (bandiera)  | D     | Riccardo Carlini    |
| 5  | Italia (bandiera)  | D     | Davide Adorni       |
| 6  | Italia (bandiera)  | D     | Matteo Ronchi       |
| 7  | Italia (bandiera)  | A     | Christian Cesaretti |
| 8  | Italia (bandiera)  | C     | Michele Valentini   |
| 9  | Italia (bandiera)  | A     | Sasha Cori          |
| 10 | Italia (bandiera)  | C     | Daniele Dalla Bona  |
| 11 | Italia (bandiera)  | A     | Andrea Mancini      |
| 12 | Italia (bandiera)  | P     | Nicolò Santini      |
| 13 | Italia (bandiera)  | D     | Nicolò Urso         |
| 13 | Italia (bandiera)  | D     | Filippo Capitanio   |
| 14 | Marocco (bandiera) | C     | Abderazzak Jadid    |
| 15 | Italia (bandiera)  | C     | Francesco Posocco   |
| 16 | Italia (bandiera)  | C     | Andrea Gulli        |

| N. |                   | Ruolo | Calciatore               |
| -- | ----------------- | ----- | ------------------------ |
| 17 | Italia (bandiera) | C     | Giuseppe Ungaro          |
| 18 | Italia (bandiera) | A     | Federico Alonzi          |
| 19 | Italia (bandiera) | D     | Luca Oneto               |
| 20 | Italia (bandiera) | A     | Salvatore Maiorana       |
| 21 | Italia (bandiera) | D     | Ciro Sirignano           |
| 22 | Italia (bandiera) | P     | Michele Nardi (capitano) |
| 23 | Italia (bandiera) | C     | Emanuele Gatto           |
| 24 | Italia (bandiera) | C     | Dejan Danza              |
| 25 | Italia (bandiera) | D     | Filippo Penna            |
| 26 | Italia (bandiera) | D     | Nicolò Gazzotti          |
| 27 | Italia (bandiera) | A     | Matteo Merini            |
| 28 | Italia (bandiera) | C     | Gianfranco Rondinelli    |
| 29 | Italia (bandiera) | P     | Andrea Battistini        |
| 30 | Italia (bandiera) | C     | Filippo Florio           |
| 31 | Italia (bandiera) | A     | Edoardo Defendi          |
| 32 | Italia (bandiera) | P     | Andrea Rossini           |

## Calciomercato

### Sessione estiva(dal 01/07 al 31/08)
| Acquisti | Acquisti            | Acquisti       | Acquisti      |
| R.       | Nome                | da             | Modalità      |
| -------- | ------------------- | -------------- | ------------- |
| P        | Alberto Gallinetta  | Juventus       | prestito      |
| D        | Davide Adorni       | Cesena         | prestito      |
| D        | Riccardo Carlini    | Arezzo         | svincolato    |
| D        | Luca Oneto          | Virtus Entella | prestito      |
| D        | Lorenzo Paramatti   | Bologna        | prestito      |
| D        | Filippo Penna       |                | svincolato    |
| D        | Matteo Ronchi       | Cesena         | prestito      |
| D        | Ciro Sirignano      | Paganese       | definitivo    |
| C        | Daniele Dalla Bona  | Mantova        | prestito      |
| C        | Dejan Danza         | Pro Vercelli   | prestito      |
| C        | Emanuele Gatto      | Chievo         | prestito      |
| C        | Andrea Gulli        | Genoa          | prestito      |
| C        | Francesco Posocco   | SPAL           | prestito      |
| C        | Oumar Touré         | Juventus       | fine prestito |
| C        | Giuseppe Ungaro     | Atalanta       | prestito      |
| A        | Federico Alonzi     | Chievo         | prestito      |
| A        | Christian Cesaretti | Feralpisalò    | svincolato    |
| A        | Sasha Cori          | Cesena         | definitivo    |
| A        | Salvatore Maiorana  | Cesena         | prestito      |
| A        | Andrea Mancini      | Pescara        | definitivo    |
| A        | Matteo Merini       | Pistoiese      | definitivo    |
| A        | Moussa Souaré       | Bologna        | fine prestito |

| Cessioni | Cessioni               | Cessioni       | Cessioni      |
| R.       | Nome                   | a              | Modalità      |
| -------- | ---------------------- | -------------- | ------------- |
| P        | Matteo Malagoli        | Mezzolara      | svincolato    |
| P        | Nicola Sambo           | Spezia         | fine prestito |
| D        | Filippo Capitanio      | Cesena         | fine prestito |
| D        | Alessandro Castellana  | Reggiana       | fine prestito |
| D        | Mirko Drudi            | Lecce          | definitivo    |
| D        | Davide Mordini         | Cesena         | fine prestito |
| D        | Daniele Mori           | Udinese        | fine prestito |
| C        | Tommaso Arrigoni       | Cesena         | fine prestito |
| C        | Felice Di Cecco        | Cesena         | fine prestito |
| C        | Fabio Gerli            | Virtus Entella | fine prestito |
| C        | Carlo Ilari            | Juventus       | fine prestito |
| C        | Francis Obeng          |                | svincolato    |
| C        | Antonio Romano         | Napoli         | fine prestito |
| C        | Oumar Touré            | Juventus       | definitivo    |
| C        | Dario Venitucci        | Livorno        | svincolato    |
| C        | Abdul Yabré            | Cesena         | fine prestito |
| A        | Emanuele Bardelloni    |                | svincolato    |
| A        | Simone Bucci           | Bologna        | definitivo    |
| A        | Alessandro De Respinis | Mantova        | fine prestito |
| A        | Marco Guidone          | Reggiana       | svincolato    |
| A        | Francesco Margiotta    | Juventus       | fine prestito |
| A        | Federico Palmieri      | Carpi          | fine prestito |
| A        | Moussa Souaré          | Bologna        | definitivo    |

### Operazioni successive alla sessione estiva
| Acquisti | Acquisti              | Acquisti | Acquisti   |
| R.       | Nome                  | da       | Modalità   |
| -------- | --------------------- | -------- | ---------- |
| C        | Gianfranco Rondinelli |          | svincolato |

| Cessioni | Cessioni | Cessioni | Cessioni |
| R.       | Nome     | a        | Modalità |
| -------- | -------- | -------- | -------- |

### Sessione invernale(dal 03/01 al 31/01)
| Acquisti | Acquisti          | Acquisti | Acquisti   |
| R.       | Nome              | da       | Modalità   |
| -------- | ----------------- | -------- | ---------- |
| P        | Andrea Rossini    | Ancona   | prestito   |
| D        | Filippo Capitanio | Teramo   | prestito   |
| C        | Filippo Florio    | Ascoli   | prestito   |
| A        | Edoardo Defendi   | Melfi    | svincolato |

| Cessioni | Cessioni       | Cessioni | Cessioni |
| R.       | Nome           | a        | Modalità |
| -------- | -------------- | -------- | -------- |
| A        | Andrea Mancini | Ancona   | prestito |

### Operazioni successive alla sessione invernale
| Acquisti | Acquisti         | Acquisti | Acquisti   |
| R.       | Nome             | da       | Modalità   |
| -------- | ---------------- | -------- | ---------- |
| C        | Abderazzak Jadid |          | svincolato |

| Cessioni | Cessioni | Cessioni | Cessioni |
| R.       | Nome     | a        | Modalità |
| -------- | -------- | -------- | -------- |

## Risultati

### Lega Pro

#### Girone di andata
| Arbitro: | Chindemi (Viterbo) |

|                                        |           |                       |
| G. Rossi 3’ Valentini 41’ E. Gatto 53’ | Marcatori | 65’ (rig.) Bracaletti |

| Arbitro: | Tursi (Valdarno) |

|  |           |                              |
|  | Marcatori | 59’ Cesaretti 75’ R. Carlini |

| Santarcangelo di Romagna 10 settembre 2016, ore 16:30 CEST 3ª giornata | Santarcangelo           | 0 – 0 referto | Parma | Stadio Valentino Mazzola (1 409 spett.)\| Arbitro: \| Paolini (Ascoli Piceno) \| |
| Arbitro:                                                               | Paolini (Ascoli Piceno) |               |       |                                                                                  |

| Reggio nell'Emilia 4 ottobre 2016, ore 20:30 CEST 4ª giornata | Reggiana         | 0 – 0 referto | Santarcangelo | Mapei Stadium - Città del Tricolore (6 494 spett.)\| Arbitro: \| Zufferli (Udine) \| |
| Arbitro:                                                      | Zufferli (Udine) |               |               |                                                                                      |

| Arbitro: | Detta (Mantova) |

|            |           |               |
| Cori 90+1’ | Marcatori | 86’ Sansovini |

| Arbitro: | D. Miele (Torino) |

|                                                    |           |  |
| Barison 15’ Minesso 41’ (rig.), 64’ N. Bianchi 79’ | Marcatori |  |

| Santarcangelo di Romagna 1º ottobre 2016, ore 14:30 CEST 7ª giornata | Santarcangelo       | 0 – 0 referto | Ancona | Stadio Valentino Mazzola (714 spett.)\| Arbitro: \| Provesi (Treviglio) \| |
| Arbitro:                                                             | Provesi (Treviglio) |               |        |                                                                            |

| Arbitro: | Meraviglia (Pistoia) |

|                            |           |  |
| Sirignano 51’ Merini 90+1’ | Marcatori |  |

| Arbitro: | D'Apice (Arezzo) |

|                                            |           |                               |
| Ingegneri 39’ Arma 73’ (rig.) Misuraca 84’ | Marcatori | 29’, 75’ Cesaretti 50’ Merini |

| Arbitro: | Cudini (Fermo) |

|                |           |                                 |
| Dalla Bona 67’ | Marcatori | 22’ (rig.) M. Russo 34’ Favalli |

| Arbitro: | De Tullio (Bari) |

|            |           |          |
| Sereni 47’ | Marcatori | 77’ Cori |

| Arbitro: | Cipriani (Empoli) |

|               |           |                 |
| Valentini 84’ | Marcatori | 90’ Baldanzeddu |

| Arbitro: | Viotti (Tivoli) |

|            |           |  |
| Marini 22’ | Marcatori |  |

| Arbitro: | Boggi (Salerno) |

|             |           |  |
| Gliozzi 66’ | Marcatori |  |

| Arbitro: | N. Marini (Trieste) |

|                            |           |  |
| Dalla Bona 66’ Danza 90+5’ | Marcatori |  |

| Arbitro: | Vigile (Cosenza) |

|                                 |           |               |
| Marchi 34’, 58’ Zammarini 90+4’ | Marcatori | 78’ Sirignano |

| Santarcangelo di Romagna 7 dicembre 2016, ore 18:30 CET 17ª giornata | Santarcangelo     | 0 – 0 referto | Sambenedettese | Stadio Valentino Mazzola (760 spett.)\| Arbitro: \| Massimi (Termoli) \| |
| Arbitro:                                                             | Massimi (Termoli) |               |                |                                                                          |

| Arbitro: | De Angeli (Abbiategrasso) |

|            |           |          |
| Quadri 27’ | Marcatori | 31’ Cori |

| Arbitro: | Santoro (Messina) |

|                            |           |  |
| E. Gatto 81’ Valentini 88’ | Marcatori |  |

#### Girone di ritorno
| Arbitro: | Annaloro (Collegno) |

|                       |           |  |
| Gerardi 8’ Guerra 34’ | Marcatori |  |

| Arbitro: | Camplone (Pescara) |

|            |           |  |
| Cori 90+3’ | Marcatori |  |

| Arbitro: | Strippoli (Bari) |

|            |           |  |
| Evacuo 74’ | Marcatori |  |

| Arbitro: | Proietti (Terni) |

|  |           |                                |
|  | Marcatori | 42’ (rig.) Cesarini 74’ Rozzio |

| Arbitro: | Di Gioia (Nola) |

|                      |           |                 |
| Sansovini 90’ (rig.) | Marcatori | 17’ (rig.) Cori |

| Arbitro: | Nicoletti (Catanzaro) |

|                                         |           |  |
| Cori 42’ R. Carlini 62’ Cesaretti 90+3’ | Marcatori |  |

| Ancona 19 febbraio 2017, ore 14:30 CET 26ª giornata | Anconitana      | 0 – 0 referto | Santarcangelo | Stadio Del Conero (1 521 spett.)\| Arbitro: \| Detta (Mantova) \| |
| Arbitro:                                            | Detta (Mantova) |               |               |                                                                   |

| Lumezzane 26 febbraio 2017, ore 14:30 CET 27ª giornata | Lumezzane           | 0 – 0 referto | Santarcangelo | Stadio Tullio Saleri (200 spett.)\| Arbitro: \| N. Marini (Trieste) \| |
| Arbitro:                                               | N. Marini (Trieste) |               |               |                                                                        |

| Arbitro: | Mastrodonato (Molfetta) |

|                                    |           |                     |
| Cori 50’ R. Carlini 63’ Adorni 73’ | Marcatori | 38’ (aut.) G. Rossi |

| Arbitro: | Dionisi (L'Aquila) |

|                           |           |  |
| Altinier 44’ De Cenco 90’ | Marcatori |  |

| Arbitro: | Sozza (Seregno) |

|                    |           |  |
| Cori 40’ Jadid 74’ | Marcatori |  |

| Arbitro: | Perotti (Legnano) |

|                  |           |             |
| Geijo 74’ (rig.) | Marcatori | 40’ Defendi |

| Arbitro: | Bertani (Pisa) |

|               |           |  |
| Cesaretti 48’ | Marcatori |  |

| Arbitro: | Guarnieri (Empoli) |

|                   |           |                    |
| Cesaretti 3’, 28’ | Marcatori | 11’ (rig.) Gliozzi |

| Arbitro: | Chindemi (Viterbo) |

|          |           |  |
| Diop 67’ | Marcatori |  |

| Arbitro: | Balice (Termoli) |

|          |           |                               |
| Cori 84’ | Marcatori | 33’ Regoli 63’ (rig.) Sodinha |

| Arbitro: | De Tullio (Bari) |

|                                  |           |                                      |
| Mancuso 12’ (rig.) Bačinovič 88’ | Marcatori | 5’ E. Gatto 19’ Merini 30’ Valentini |

| Arbitro: | Cipriani (Empoli) |

|                                                               |           |               |
| Merini 16’ Cori 58’ Marchetti 67’ (aut.) Jadid 69’ Ungaro 77’ | Marcatori | 37’ Marchetti |

| Arbitro: | Guccini (Albano Laziale) |

|                                              |           |            |
| Agnello 57’ Loviso 86’ (rig.) Montella 90+3’ | Marcatori | 35’ Merini |

### Coppa Italia Lega Pro

#### Fase a gironi
| Squadra       | P.ti | G | V | N | P | GF | GS | DR |
| ------------- | ---- | - | - | - | - | -- | -- | -- |
| Venezia       | 4    | 2 | 1 | 1 | 0 | 3  | 2  | +1 |
| Santarcangelo | 2    | 2 | 0 | 2 | 0 | 2  | 2  | 0  |
| Mantova       | 1    | 2 | 0 | 1 | 1 | 0  | 1  | -1 |

| Mantova 7 agosto 2016, ore 17:30 CEST Gruppo C - 1ª giornata | Mantova              | 0 – 0 | Santarcangelo | Stadio Danilo Martelli\| Arbitro: \| Meraviglia (Pistoia) \| |
| Arbitro:                                                     | Meraviglia (Pistoia) |       |               |                                                              |

| Arbitro: | Natilla (Molfetta) |

|                             |           |                             |
| Valentini 51’ Cesaretti 63’ | Marcatori | 1’ N. Ferrari 68’ Pederzoli |

## Statistiche

### Statistiche di squadra
| Competizione          | Punti   | In casa | In casa | In casa | In casa | In casa | In casa | In trasferta | In trasferta | In trasferta | In trasferta | In trasferta | In trasferta | Totale | Totale | Totale | Totale | Totale | Totale | DR |
| Competizione          | Punti   | G       | V       | N       | P       | Gf      | Gs      | G            | V            | N            | P            | Gf           | Gs           | G      | V      | N      | P      | Gf     | Gs     | DR |
| --------------------- | ------- | ------- | ------- | ------- | ------- | ------- | ------- | ------------ | ------------ | ------------ | ------------ | ------------ | ------------ | ------ | ------ | ------ | ------ | ------ | ------ | -- |
| Lega Pro              | 50 (-2) | 19      | 11      | 5       | 3       | 30      | 12      | 18           | 2            | 8            | 9            | 14           | 27           | 38     | 13     | 13     | 12     | 44     | 39     | +5 |
| Coppa Italia Lega Pro | 2       | 1       | 0       | 1       | 0       | 2       | 2       | 1            | 0            | 1            | 0            | 0            | 0            | 2      | 0      | 2      | 0      | 2      | 2      | 0  |
| Totale                | 52      | 20      | 11      | 6       | 3       | 32      | 14      | 19           | 2            | 9            | 9            | 14           | 27           | 40     | 13     | 15     | 12     | 46     | 41     | +5 |

### Andamento in campionato
| Giornata  | 1 | 2 | 3 | 4 | 5 | 6  | 7  | 8 | 9 | 10 | 11 | 12 | 13 | 14 | 15 | 16 | 17 | 18 | 19 | 20 | 21 | 22 | 23 | 24 | 25 | 26 | 27 | 28 | 29 | 30 | 31 | 32 | 33 | 34 | 35 | 36 | 37 | 38 |
| --------- | - | - | - | - | - | -- | -- | - | - | -- | -- | -- | -- | -- | -- | -- | -- | -- | -- | -- | -- | -- | -- | -- | -- | -- | -- | -- | -- | -- | -- | -- | -- | -- | -- | -- | -- | -- |
| Luogo     | C | T | C | T | C | T  | C  | C | T | C  | T  | C  | T  | T  | C  | T  | C  | T  | C  | T  | C  | T  | C  | T  | C  | T  | T  | C  | T  | C  | T  | C  | C  | T  | C  | T  | C  | T  |
| Risultato | V | V | N | N | N | P  | N  | V | N | P  | N  | N  | P  | P  | V  | P  | N  | N  | V  | P  | V  | P  | P  | N  | V  | N  | N  | V  | P  | V  | N  | V  | V  | P  | P  | V  | V  | P  |
| Posizione | 1 | 1 | 2 | 9 | 5 | 10 | 10 | 8 | 9 | 10 | 11 | 11 | 11 | 11 | 11 | 11 | 11 | 11 | 11 | 11 | 10 | 11 | 12 | 11 | 11 | 11 | 11 | 11 | 11 | 11 | 12 | 10 | 10 | 10 | 11 | 10 | 10 | 11 |

Legenda:

Luogo: C = Casa; T = Trasferta. Risultato: V = Vittoria; N = Pareggio; P = Sconfitta.